# Table Mountain (Park County, Wyoming)
Der Table Mountain ist ein Berggipfel im südöstlichen Teil des Yellowstone-Nationalparks im US-Bundesstaat Wyoming. Sein Gipfel hat eine Höhe von 3374 m. Er befindet sich wenige Kilometer südwestlich des höchsten Berges im Park, dem Eagle Peak, und ist Teil der Absaroka-Bergkette in den Rocky Mountains.

## Belege
1. ↑  Table Mountain - Peakbagger.com. Abgerufen am 15. Dezember 2020.